# Godzilla (1998)
Godzilla (bra/prt: Godzilla) é um filme estadunidense de 1998, dos gêneros ficção científica e ação, dirigido por Roland Emmerich. É o remake do filme de 1954 Godzilla. O filme é sobre uma explosão nuclear na Polinésia Francesa que cria um monstro gigante, começando a atacar Nova Iorque.

## Enredo
Na Polinésia a radiação causada por testes nucleares franceses provoca uma transformação na vida da região e uma destas mutações é o surgimento de um réptil colossal. O governo americano, ao descobrir pegadas gigantescas no Panamá, convoca um biólogo (Matthew Broderick) que estava em Chernobyl, estudando as modificações do DNA em virtude de radiação nuclear, mas a missão agora é mais difícil, pois precisa ajudar a descobrir como deter este imenso lagarto que vai para Nova York. Nada impede este monstruoso lagarto e a cidade que nunca dorme acorda assustada quando vê um dinossauro caminhando nas ruas, destruindo tudo no seu caminho. E a pior notícia ainda está por vir, quando o biólogo descobre que o imenso réptil está "grávido", pois se reproduz de forma assexuada. Assim, em pouco tempo seus ovos se quebrarão e darão origem à uma ninhada, sendo que cada cria poderá logo colocar seus ovos. Assim, se o ninho não for logo descoberto a cidade será destruída.

## Elenco
| Nome                   | Personagem               |
| ---------------------- | ------------------------ |
| Matthew Broderick      | Dr. Niko Tatopoulos      |
| Jean Reno              | Philippe Roaché          |
| Maria Pitillo          | Audrey Timmonds          |
| Hank Azaria            | Victor 'Animal' Palotti  |
| Kevin Dunn             | Coronel Hicks            |
| Michael Lerner         | Prefeito Ebert           |
| Harry Shearer          | Charles Caiman           |
| Arabella Field         | Lucy Palotti             |
| Vicki Lewis            | Dr. Elsie Chapman        |
| Doug Savant            | Sargento O'Neal          |
| Malcolm Danare         | Dr. Mendel Craven        |
| Lorry Goldman          | Gene                     |
| Christian Aubert       | Jean-Luc                 |
| Philippe Bergeron      | Jean-Claude              |
| Frank Bruynbroek       | Jean-Pierre              |
| François Giroday       | Jean-Philippe            |
| Nicholas J. Giangiulio | Ed                       |
| Robert Lesser          | Murray                   |
| Ralph Manza            | Velho pescador           |
| Greg Callahan          | Governador               |
| Chris Ellis            | General Anderson         |
| Richard Gant           | Almirante Phelps         |
| Jack Moore             | Leonard                  |
| Steve Giannelli        | Jules                    |
| Brian Farabaugh        | Arthur                   |
| Stephen Xavier Lee     | Tenente Anderson         |
| Bodhi Elfman           | Freddie                  |
| Rich Battista          | Jimmy                    |
| Glenn Morshower        | Kyle Terrington          |
| Eric Paskel            | Rodgers                  |
| Joshua Taylor          | Spotter                  |
| Lloyd Kino             | Cozinheiro do petroleiro |
| Toshi Toda             | Comandante do petroleiro |
| Clyde Kusatsu          | Capitão do petroleiro    |
| Masaya Katô            | Tripulante do petroleiro |
| Lola Pashalinski       | Farmacêutica             |

## Produção e Recepção
Produção
A ideia para um Godzilla americano surgiu em 1983, quando o diretor Steve Miner adquiriu os direitos e contratou sua equipe. O design do Godzilla seria basicamente uma junção da aparência tradicional do monstro com a de um Tiranossauro Rex, o apelidando apenas de "Zilla". Infelizmente, devido à rejeição dos estúdios, o projeto foi cancelado.
Em 1992, a Tristar Pictures adquiriu os direitos da franquia Godzilla e começou a planejar seu filme. Nos primeiros rascunhos, Godzilla seria mais similar ao original, teria todas as habilidades tradicionais e lutaria contra outro monstro, Infelizmente, devido ao orçamento limitado, esse roteiro teve que ser descartado. Em 1996, Rolland Emmerich foi contratado para fazer os novos esboços, mas ele decidiu que faria o filme como quisesse, com um Godzilla diferente do original e sem as habilidades tradicionais.
Recepção
Godzilla teve recepção mista para negativa por parte da crítica especializada. Com base de 23 avaliações profissionais, alcançou uma pontuação de 32% no Metacritic. As principais revisões negativas dos críticos se concentraram no roteiro, atuação e direção

## Premiações

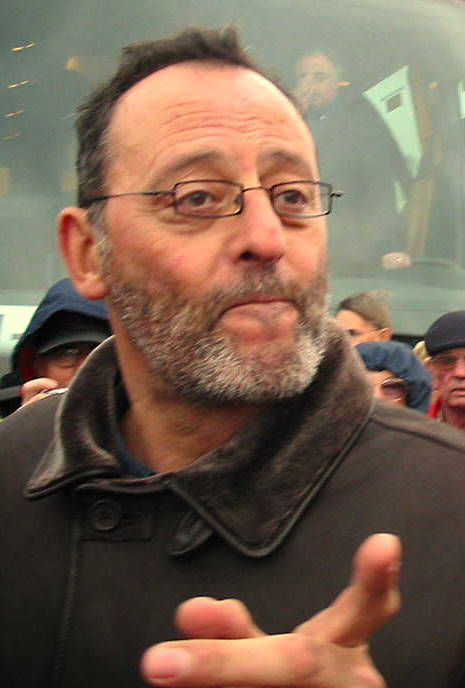
Jean Reno é Philippe Roaché.

- Indicado

Academy of Science Fiction, Fantasy & Horror Films[carece de fontes?]
Categoria Melhor Diretor Roland Emmerich[carece de fontes?]
Categoria Melhor Filme de Fantasia[carece de fontes?]
Annie Awards
Categoria Realização individual proeminente para efeitos de animação Jerome Chen[carece de fontes?]
Blockbuster Entertainment Awards
Categoria Canção favorita de um filme Sean 'P. Diddy' Combs pela canção "Come With Me"[carece de fontes?]
Motion Picture Sound Editors
Categoria Melhor Edição de Som - Efeitos Sonoros & Foley[carece de fontes?]
Framboesa de Ouro
Categoria Pior Diretor Roland Emmerich[carece de fontes?]
Categoria Pior Filme Dean Devlin[carece de fontes?]
Categoria Pior Script Dean Devlin e Roland Emmerich[carece de fontes?]
- Venceu

Academy of Science Fiction, Fantasy & Horror Films
Categoria Melhor Efeitos Especiais Volker Engel, Patrick Tatopoulos, Karen E. Goulekas e Clay Pinney[carece de fontes?]
BMI Film & TV Awards
Categoria Prêmio BMI Musica de Filme[carece de fontes?]
Bogey Awards
Categoria Bogey de Prata[carece de fontes?]
California on Location Awards
Categoria Produtora do Ano[carece de fontes?]
European Film Awards
Categoria Prêmio da Audiência Melhor Diretor Roland Emmerich[carece de fontes?]
Golden Screen
Categoria Prêmio Golden Screen[carece de fontes?]
Framboesa de Ouro
Categoria Pior Remake[carece de fontes?]
Categoria Pior Atriz Coadjuvante Maria Pitillo[carece de fontes?]